# Official Airline Guide
OAG Worldwide Limited, auch als Official Airline Guide bekannt (deutsch offizieller Airline-Führer), ist ein in Großbritannien ansässiger Dienst für Reisenachrichten, -daten und -ranking. Das Unternehmen besteht aus mehr als 450 Mitarbeitern und 9 Büros in Europa, Asien und Amerika. Der Official Airline Guide bietet Datenbankverwaltung im Bereich der Luftfahrt, der Reisen und der Hotellerie. Zurzeit ist auch eine elektronische Datenbank mit täglich mehr als 1000 Airlines und 3500 Flüge über das Internet zur Verfügung gestellt. Der OAG vergibt auch den Preis für die beste Airline des Jahres.

## Geschichte
Der OAG begann 1853 zuerst als ABC Alphabetical Railway Guide (dtsch. alphabetischer Eisenbahnführer – jetzt OAG Rail Guide). Danach wurde die erste Publikation des „offiziellen Airline-Führers“ 1929 in den Vereinigten Staaten, der eine Liste von 35 Airlines und 300 Flüge führte. 1970 wurde der OAG Pocket Flight Guide (dtsch. Airline-Taschenführer) veröffentlicht, der vor allem Geschäftsreisenden gewidmet war.
Die elektronische Edition wurde 1983 auf den Markt gebracht. Diese war das erste Online-Reiseplanungsinstrument von OAG, das sowohl Flug- als auch Preisinformationen umfasste und über mehr als 20 Netzbetreiber (u. a. CompuServe und Dow Jones) abrufbar war. Zusätzliche Datenbanken (z. B. Informationen über Wetter, Ankünfte und Abflüge) wurden 1988 hinzugefügt. 1999 war Cathay Pacific die erste Airline, die durch die eigene Website ihren Vielfliegerprogramm-Teilnehmern den Online-Zugang zum Travel Information System von OAG anbot. Im August 2000 wurde das neue Internet-Portal OAG.com gestartet, das den direkten Zugang zur OAG-Datenbank anbietet. Die Website unterstützt auch OAG Mobile, der drahtlosen Zugang zu den OAG-Reiseinformationen für WAP- bzw. GPRS-Handys und PDAs anbiete.
Heutzutage untersucht OAG Worldwide dauernd Kundenmeinungen, um neue Technologien für seine Datenbanken zu entwickeln.

## Produkte

### OAGdata
OAG ist vor allem durch seine Flugplandatenbank bekannt. Diese enthält künftige und historische Flugeinzelheiten von 1000 Airlines und mehr als 3500 Flughäfen. Durch diese enormen Datenbanken bietet OAG eine Auswahl an mehrsprachigen Produkten für die Luftfahrtindustrie an, die über das Internet, PDAs und Handys digital oder als Druckversionen verfügbar sind. OAG data sorgt auch für die Verwaltung, Verteilung, Darstellung und Auswertung von Passagier- und Frachtflugdaten. Diese umfassen Datendateien, Internet-Flugpläne, Instrumente für Fluganalysen, Flugstatus-Anzeigen und SMS-Benachrichtigungsdienste für Flughäfen, Airlines und reisenbezogene Websites.

### OAGCargo
In diesem Teil spricht die OAG-Datenbank die Frachtluftfahrt an, indem sie topaktuelle Informationen über den Frachttransport in der ganzen Welt bereitstellt. OAG Cargo nutzt dieselbe Datenbank von OAG Data.